# Кошка (приток Ухры)
Кошка — река в России, протекает в Арефинском сельском поселении Рыбинского района Ярославской области, левый приток Ухры.
Исток ручья находится в болотистом лесу вблизи урочища Федоровская, река протекает через это урочище, после которого водоток обозначен как постоянный. Река течёт в лесной незаселеной местности в основном на север, принимая ряд притоков. Единственные поля по течению реки урочища Федоровская и Матвейцево, находящие на месте бывших деревень. Далее на левом берегу реки деревня Простино, на северной окраине которой река пересекается дорогой из Рыбинска к центру сельского поселения, селу Арефино. Примерно через 1 км река протекает между двумя деревнями на левом берегу Козицино, а на правом Суриново, после чего впадает в реку Ухру. Уровень воды в реке ухра вблизи устья Кошки 102,2 м, что только на 20 см выше номинального уровня Рыбинского водохранилища, равного 102,0 м. В нижнем течении река пересекается просёлочными дорогами вброд.